# Bogumiła Stawowska
Bogumiła Stawowska-Cichowicz (ur. 17 lipca 1941 w Bochni) – polska strzelczyni, medalistka mistrzostw Europy.
Zawodniczka TS Wisła Kraków. Była wielokrotną medalistką mistrzostw Polski juniorek, seniorek. Ustanawiała także liczne rekordy Polski. Jej mąż Aleksander Cichowicz był kierownikiem sekcji strzeleckiej w tym klubie. Po zakończeniu kariery została psychologiem w Krakowie.
Stawowska jest medalistką mistrzostw Europy. Jedyny medal wywalczyła na turnieju w 1969 roku w zawodach drużynowych. Wraz z Eulalią Rolińską i Elżbietą Kwaśniewską zdobyła srebrny medal w karabinie standardowym w trzech pozycjach z 50 metrów drużynowo (jej wynik – 560 punktów, był drugim rezultatem polskiego zespołu).